# 経盛 (小惑星)
経盛（つねもり、4402 Tsunemori）は、小惑星帯にある小惑星である。
1987年2月、新島恒男と浦田武が群馬県尾島町（現・太田市）で発見した。

## 名称
平安時代末期の武将で、平清盛の異母弟（平忠盛の三男）である平経盛（1124年 - 1185年）に因む。経盛は清盛亡き後の平家一門を支えたが、壇ノ浦の戦いに敗れて入水した。なお、多くの文芸作品で扱われた平敦盛は、経盛の子である。
浦田は、多くの小惑星に『平家物語』に登場する平安時代末期（保元・平治の乱から源平合戦にかけて）の人物の名を付けている。経盛の父である (4374) 忠盛、義母である (4945) 池禅尼、異母兄である(4375) 清盛も小惑星に命名されている。